# Паженчев (гмина)
Паженчев (пол. Parzęczew) — сельская гмина (волость) в Польше, входит как административная единица в Згежский повет, Лодзинское воеводство. Население — 4990 человек (на 2008 год).

## Сельские округа
1. Бибянув
2. Велька-Весь
3. Вытшищки
4. Игнацев-Розлязлы
5. Игнацев-Фольварчны
6. Ковалевице
7. Лезница-Велька-Оседле
8. Марямполь
9. Миколаев
10. Мрожевице
11. Нова-Ерозолима
12. Ополе
13. Орла
14. Паженчев
15. Пусткова-Гура
16. Ружыце
17. Ружыце-Жмиёве
18. Скурка
19. Сливники
20. Снятова
21. Ткачевска-Гура
22. Трояны
23. Флёрентынув
24. Хоцишев
25. Хшонстув-Вельки

## Соседние гмины
1. Гмина Александрув-Лудзки
2. Гмина Вартковице
3. Гмина Даликув
4. Гмина Згеж
5. Гмина Ленчица
6. Гмина Озоркув
7. Озоркув